# Rama Coomaraswamy
Rama Poonambalam Coomaraswamy (New York, 1926 – 19 luglio 2006) è stato un presbitero, teologo e medico statunitense,  di posizione cattolica tradizionalista aderente al sedevacantismo, figlio dello storico dell'arte cingalese Ananda Coomaraswamy  e proprietario della Louisa Runstein Coomaraswamy.

## Biografia
Rama Coomaraswamy si laureò in geologia presso l'Università di Harvard e medicina all'Università di New York, specializzandosi in chirurgia toracica e cardiovascolare. 
Allo stesso tempo è stato un difensore e studioso del cattolicesimo tradizionale e oppositore del Concilio Vaticano II alle ideologie moderne come il marxismo, evoluzionismo e il relativismo diventando sedevacantista. Tali ideologie le riteneva come il pensiero di San Pio X  nell'enciclica Pascendi Dominici gregis con il termine modernismo. 
Nel 1999, Rama Coomaraswamy si fece sacerdote cattolico, secondo gli antichi riti. Il vescovo che lo ha ordinato era Lopez-Gaston, della linea Thục, che ha partecipato al Concilio Vaticano II.
Morì per le complicazioni di un cancro del midollo osseo. Ha lasciato la moglie e quattro figli

## Pubblicazioni
- The Destruction of the Christian Tradition (World Wisdom, 2006)
- The problems with the New Mass (Tam Publishers, 1996)
- The problems with the other Sacraments (edizione online)
- The Invocation of the Name of Jesus in the Western Church (Fons Vitae, 2001)
- in portoghese Ensaios sobre a destruição da tradição cristã (2ª ed., Editora Irget, 2013)